# Juana Quílez Martí
Juana Quílez Martí (Albacete, 11 de marzo de 1906-Guadalajara, julio de 2004) fue una archivera, bibliotecaria y museóloga española. Es considerada una de las protagonistas, durante la década de 1930, del cambio y modernización de las bibliotecas de la Universidad Central. También tuvo una prolífica actividad en el desarrollo del Archivo Histórico Provincial de Guadalajara.

## Biografía
Nació en Albacete en 1906, pasó su infancia en Alicante y otro destinos de su padre, un funcionario del Cuerpo Facultativo de Archiveros, Bibliotecarios y Arqueólogos. Tras realizar sus primeros estudios en Alicante, en 1923 obtuvo el grado de bachiller en el Instituto Cardenal Cisneros de Madrid. Inició sus estudios universitarios en Filosofía y Letras, sección Historia, en las universidades de Sevilla y Literaria de Valladolid para luego trasladar su expediente a la Universidad Central donde se licenció en 1929 con premio extraordinario.
Tras opositar, en 1931 ingresó en el Cuerpo Facultativo de Archiveros, Bibliotecarios y Arqueólogos, siendo su primer destino la dirección del Museo Arqueológico y de la Biblioteca Provincial de Tarragona.
En 1932 obtuvo plaza en la Biblioteca de la Facultad de Farmacia de la Universidad de Madrid, en su antigua sede de la Calle de la Farmacia, donde realizó funciones técnicas. Contribuyó también a la creación de la Asociación de Bibliotecarios y Bibliógrafos de España.
Entre 1937 y 1938 fue trasladada a la Biblioteca Nacional, volviendo tras este período a la Biblioteca de la Facultad de Farmacia. En 1941 se trasladó a la Biblioteca de la Universidad de Granada, donde trabajó hasta 1950, momento en que solicitó una excedencia.
Posteriormente desempeñó sus labores profesionales en el Archivo Histórico y de la Delegación de Hacienda de Guadalajara, donde se asentó definitivamente en 1952. En este período se distingue como una figura notable en el desarrollo cultural de la ciudad, fundando una guardería, un centro de mayores y una asociación de amas de casa. Por ello fue nombrada en 1993 hija predilecta de Guadalajara y se nombró una calle en su honor.
Tuvo un papel fundamental en las investigaciones que culminarion en la abscripción de la propiedad del Palacio del Infantado de Guadalajara a la ciudad de Guadalajara y los herederos del ducado del Infantado. El edificio había sido cedido al Ministerio del Ejército para ser empleado como Colegio de Huérfanas de Militares. Al no cumplirse con ese fin pudo volver a ser propiedad del ayuntamiento.
Se jubiló en 1976, pero siguió participando activamente en proyectos de asistencia social. Falleció en julio de 2004 en Guadalajara.

## Premios y reconocimientos
- 1993 Fue nombrada hija predilecta de Guadalajara y se nombró una calle en su honor.[1]